# Bella Union (discográfica)
Bella Union es una compañía discográfica independiente británica fundada en 1997 por Simon Raymonde y Robin Guthrie, ambos miembros de la banda escocesa Cocteau Twins.

## Historia
Tras una larga carrera en el sello inglés 4AD, seguida de una estadía en un sello multinacional, Raymonde y Guthrie fundaron su propio sello en 1997 con la idea de lanzar futuros álbumes de los Cocteau Twins a través de él. La banda se disolvió sin llegar a editar ningún lanzamiento en el nuevo sello pero los fundadores continuaron con la idea. Poco tiempo después Robin Guthrie abandonó el proyecto, dejando a Raymonde a cargo.
El primer éxito de la discográfica llegó con la edición de "The Trials Of Van Occupanther" de la banda Midlake, que vendió más de 30.000 copias, aunque sería Fleet Foxes la banda que se convertiría en la más exitosa del sello, pasando cinco semanas en los charts ingleses y vendiendo más de un millón de copias.
La quiebra en 2007 tanto de su distribuidora Pinnacle como de su sello de licenciamiento V2 casi provoca el colapso del sello, pero una serie de situaciones fortuitas permitieron que continúe en activo, cambiando luego su distribuidor a la empresa Co-Op (vinculada al sello Universal), para finalmente establecerse en el sello y distribuidor belga PIAS Recordings.
En 2010 el sello ganó el premio a "Sello discográfico independiente del año" otorgado por la revista Music Week. En 2014 John Grant (músico del sello) sería nominado a los Premios Brit, hecho que repitió Father John Misty en 2016.

## Artistas que trabajan con la discográfica
Algunos artistas que están afiliados o que han pertenecido a la discográfica: